# Barbus mungoensis
Barbus mungoensis és una espècie de peix cipriniforme de la família dels ciprínids.

## Morfologia
Els mascles poden assolir els 17,9 cm de longitud total.

## Distribució geogràfica
Es troba a Àfrica: rius Blackwater, Menge i Mungo.